# 미니컴퓨터

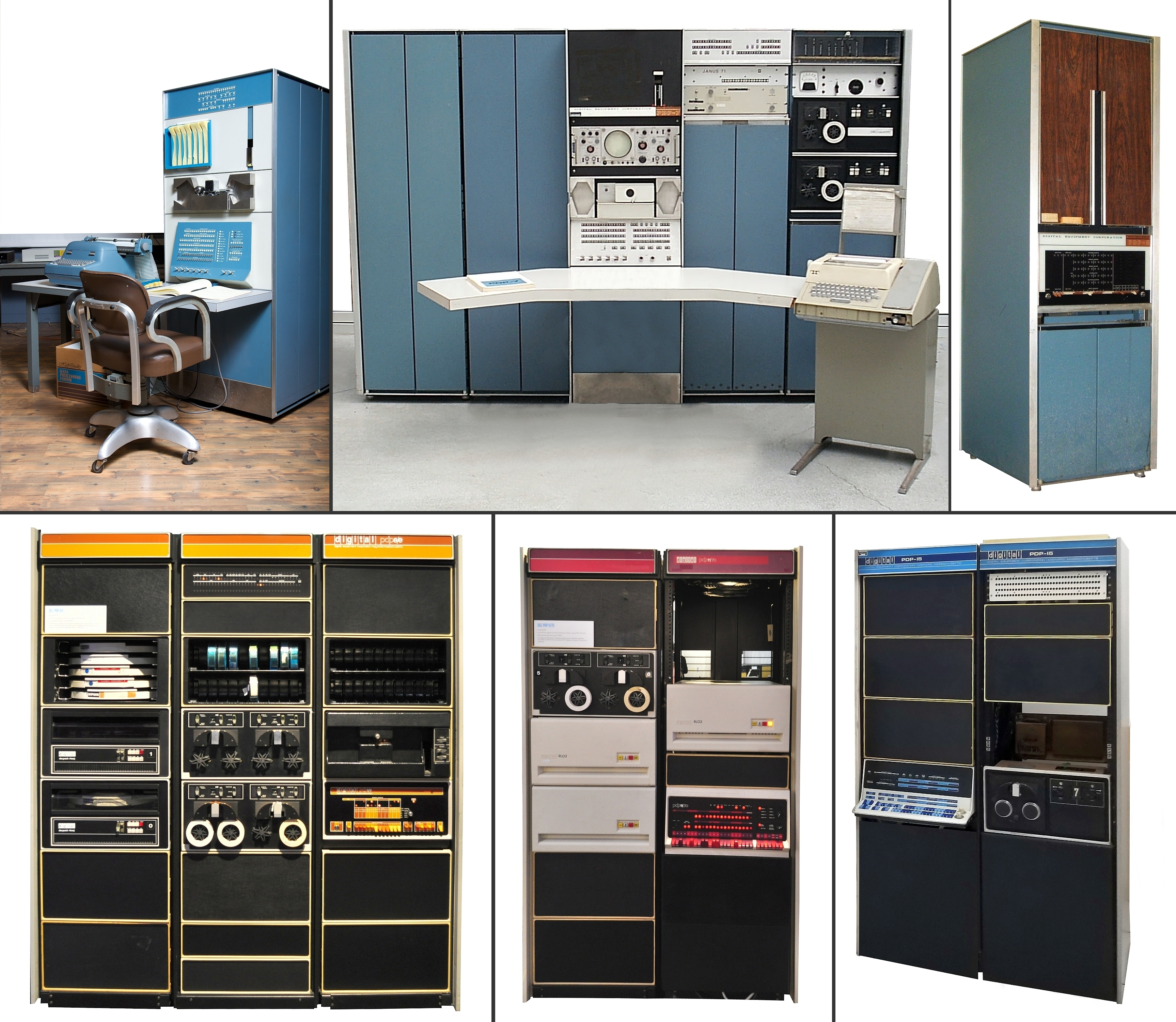
디지털 이큅먼트 코퍼레이션(DEC)이 생산한 6가지 미니컴퓨터(더 많은 모델 중): 첫 번째 줄: PDP-1(1959), PDP-7(1964), PDP-8(1965); 두 번째 줄: PDP-8/E(1970), PDP-11/70(1975), PDP-15(1970).

미니컴퓨터(minicomputer) 또는 구어체로 미니(mini)는 주로 1960년대 중반부터 개발된 일반 목적용 컴퓨터의 한 종류로, 메인프레임 및 중형 크기의 컴퓨터에 비해 크기가 훨씬 작고 가격이 훨씬 저렴했다. 그러나 21세기 기준으로는 미니컴퓨터는 매우 큰 기계이다. 여기서 다루는 전통적인 기술적 의미의 미니컴퓨터는 일반적으로 그보다 더 이전의 훨씬 더 큰 기계에 비해서만 작다.
이 분류는 자체 소프트웨어 아키텍처와 운영 체제를 가진 별개의 그룹을 형성했다. 미니컴퓨터는 계산 및 기록 유지와는 달리 제어, 계측, 인간 상호 작용 및 통신 전환을 위해 설계되었다. 많은 미니컴퓨터는 최종 용도 애플리케이션을 위해 원천 장비 제조업체(OEM)에게 간접적으로 판매되었다. 미니컴퓨터 분류의 20년 수명 기간(1965–1985) 동안 거의 100개의 미니컴퓨터 공급업체 회사가 설립되었다. 1980년대 중반까지는 6개 정도만 남았다.
1970년대에 단일 칩 마이크로프로세서가 등장하면서 "미니컴퓨터"의 정의는 미묘하게 바뀌었다. 이 단어는 메인프레임과 마이크로컴퓨터 사이의 컴퓨팅 스펙트럼 중간 범위의 기계를 의미하게 되었다. 쉽게 오해될 수 있는 "미니컴퓨터"라는 용어는 이후의 유사 시스템에는 덜 적용된다. 이 시스템 분류에 대한 거의 동의어(IBM 인접) 전문 용어는 "미드레인지 컴퓨터"(중형 컴퓨터)이다.

## 역사

### 정의

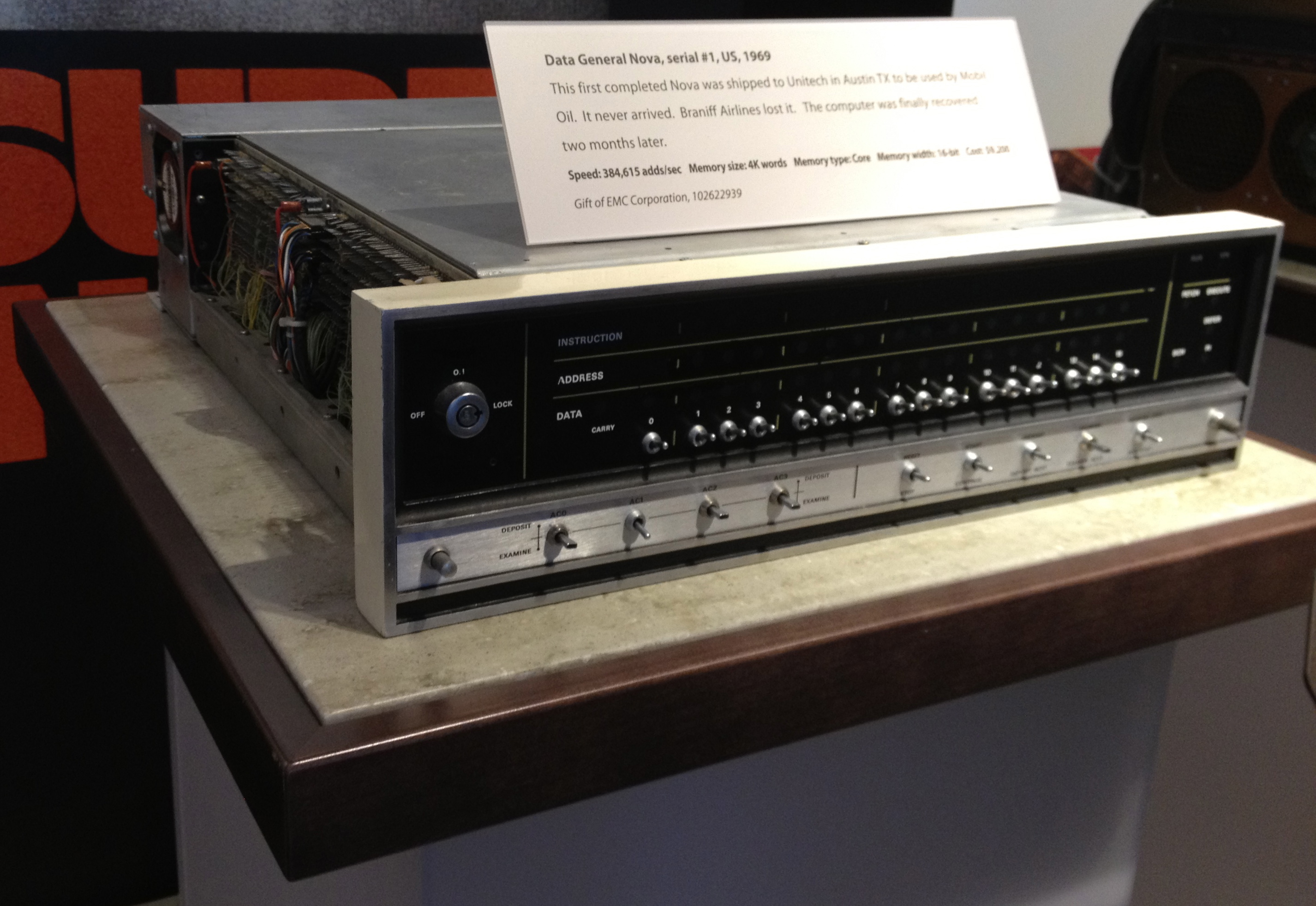
컴퓨터 역사 박물관에 전시된 데이터 제너럴 노바,

"미니컴퓨터"라는 용어는 트랜지스터와 자기코어 메모리 기술, 최소 명령어 집합 및 유비쿼터스 텔레타이프 모델 33 ASR과 같은 저렴한 주변기기의 사용으로 가능해진 소형 컴퓨터를 설명하기 위해 1960년대에 개발되었다. 이들은 일반적으로 방을 가득 채울 수 있는 대형 메인프레임에 비해 하나 또는 몇 개의 19인치 랙 캐비닛을 차지했다. 나중의 미니컴퓨터는 더 작아지는 경향이 있었고, 컴퓨터 구조 및 기능 면에서 여전히 구별되었지만 일부 모델은 결국 대형 마이크로컴퓨터와 비슷한 크기로 줄어들었다.
당대 메인프레임과 비교한 상대적 컴퓨팅 성능 면에서는 미니컴퓨터와 유사한 소형 시스템이 1950년대부터 존재했다. 특히, UNIVAC 1101(1950)과 Bendix G-15, LGP-30(모두 1956)과 같은 진공관 기반 자기 드럼 기계의 전체 분류는 미니컴퓨터 분류의 일부 특징을 공유했다. 지연선 기억기를 사용하는 유사 모델은 1960년대 초에 나왔다. 그러나 이들 기계는 본질적으로 소형 메인프레임으로 설계되었으며, 맞춤형 섀시를 사용하고 종종 동일 회사에서 만든 주변 장치만 지원했다. 대조적으로, 미니컴퓨터로 알려지게 된 기계는 종종 표준 섀시에 맞도록 설계되었으며 ASR 33과 같은 일반적인 장치를 사용하도록 의도적으로 설계되었다.
또 다른 일반적인 차이점은 1970년대 이전의 대부분의 소형 기계는 엔지니어링(p. 13), 공정 제어 또는 회계와 같은 특정 역할에 맞게 설계되었다는 점에서 "범용"이 아니었다는 점이다. 이러한 기계에서는 프로그래밍이 일반적으로 맞춤형 기계어로 수행되거나 심지어 플러그판에 하드 코딩되었지만, 일부는 베이직의 한 형태를 사용했다. DEC는 그들의 PDP-5에 대해 "세계 최초의 상업적으로 생산된 미니컴퓨터"라고 기록했다. 이는 전력과 크기 면에서 "미니"의 대부분 정의를 충족하지만, 일반 목적 컴퓨터가 아닌 실험실에서 계측 시스템으로 사용되도록 설계 및 제작되었다. 영국 페란티 아르구스와 소련 UM-1NKh를 포함하여 1960년대 초부터 소형 특수 목적 기계의 유사한 예시가 많이 존재한다.
1960년경의 CDC 160은 작고 트랜지스터화되었으며 (상대적으로) 저렴했기 때문에 때때로 미니컴퓨터의 초기 사례로 지목되기도 한다. 그러나 기본 가격 100,000달러 (2022년 기준 $874,803에 해당)와 맞춤형 책상형 섀시는 이를 미니컴퓨터라는 용어의 현대적 사용과는 달리 "소형 시스템" 또는 "미드레인지 컴퓨터" 범주에 포함시킨다. 그럼에도 불구하고 CDC 160은 "최초의 미니컴퓨터"라는 용어에 대한 강력한 경쟁자로 남아 있으며, 이전의 드럼 기계, 예를 들어 SEA CAB 500이 트랜지스터화되지 않았다는 이유로 제외된다면 그렇다.

### 1960년대와 1970년대의 성공
대부분의 컴퓨팅 역사에서는 디지털 이큅먼트 코퍼레이션(DEC)의 12비트 PDP-8이 1964년에 출시된 것을 최초의 미니컴퓨터로 본다. 이는 DEC가 1960년대 중반부터 이 용어를 널리 사용했기 때문일 것이다. PDP-5와 LINC와 같은 DEC의 소형 시스템은 이전에도 존재했지만, PDP-8은 작은 크기, 범용성, 저렴한 가격의 조합으로 현대적 정의에 확실히 부합한다. 초기 가격 18,500달러 (2022년 기준 $151,927에 해당)는 CDC 160과 같은 이전 모델과는 완전히 다른 시장 부문에 속하게 했다.
당대 기준으로 PDP-8은 큰 성공을 거두었으며, 결국 50,000대가 팔렸다. 소규모 집적 회로를 사용한 후속 버전은 시스템의 비용과 크기를 더욱 낮췄다. 이러한 성공은 광범위한 모방으로 이어졌고, 매사추세츠 128번 국도를 따라 데이터 제너럴, 왕 연구소, 프라임 컴퓨터를 포함한 미니컴퓨터 회사 전체 산업을 탄생시켰다. 이 시대의 다른 인기 있는 미니컴퓨터로는 HP 2100, 하니웰 316, TI-990이 있었다.

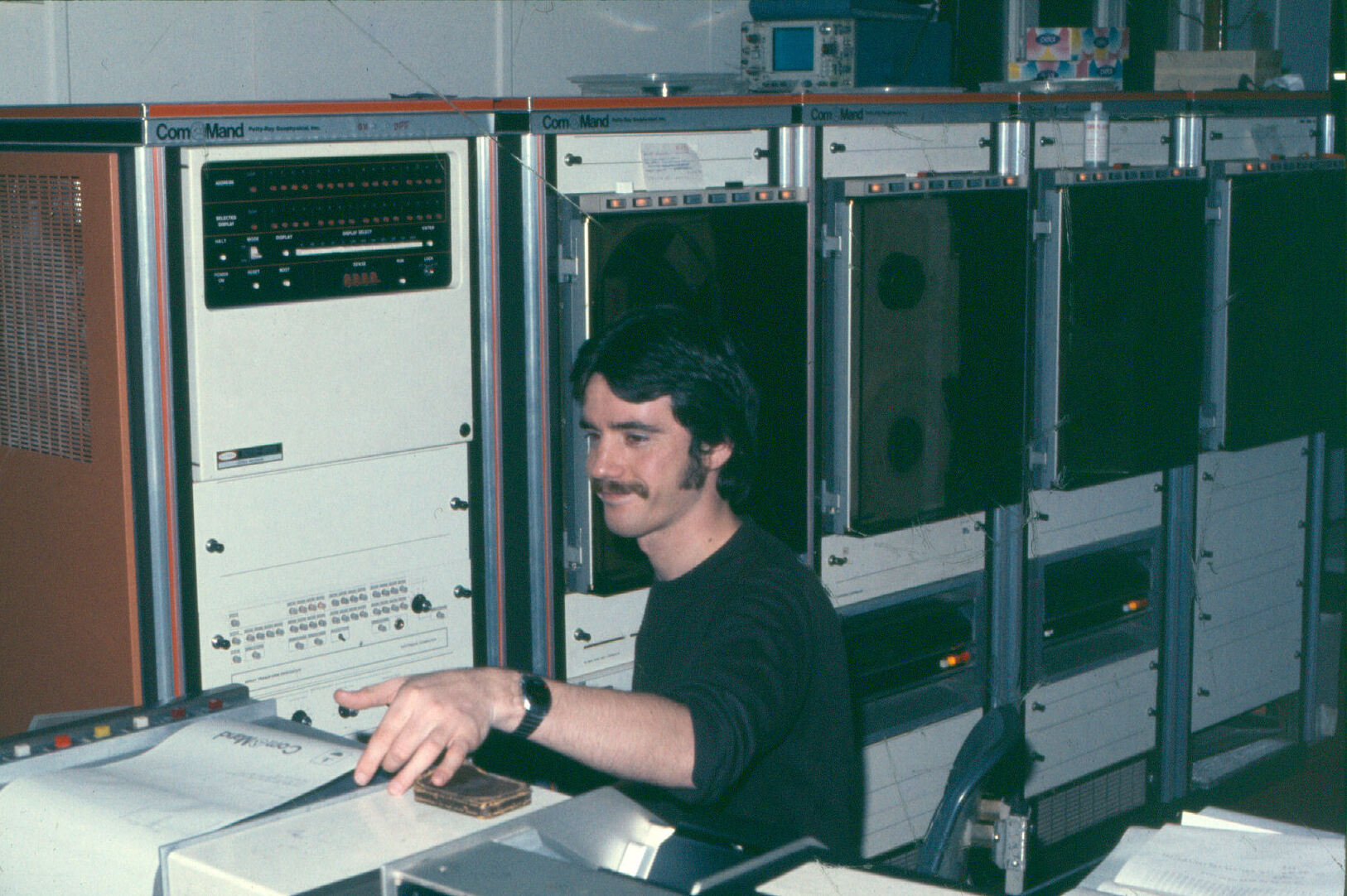
1978년 벵가지의 Raytheon RDS 500 지진 처리 시스템

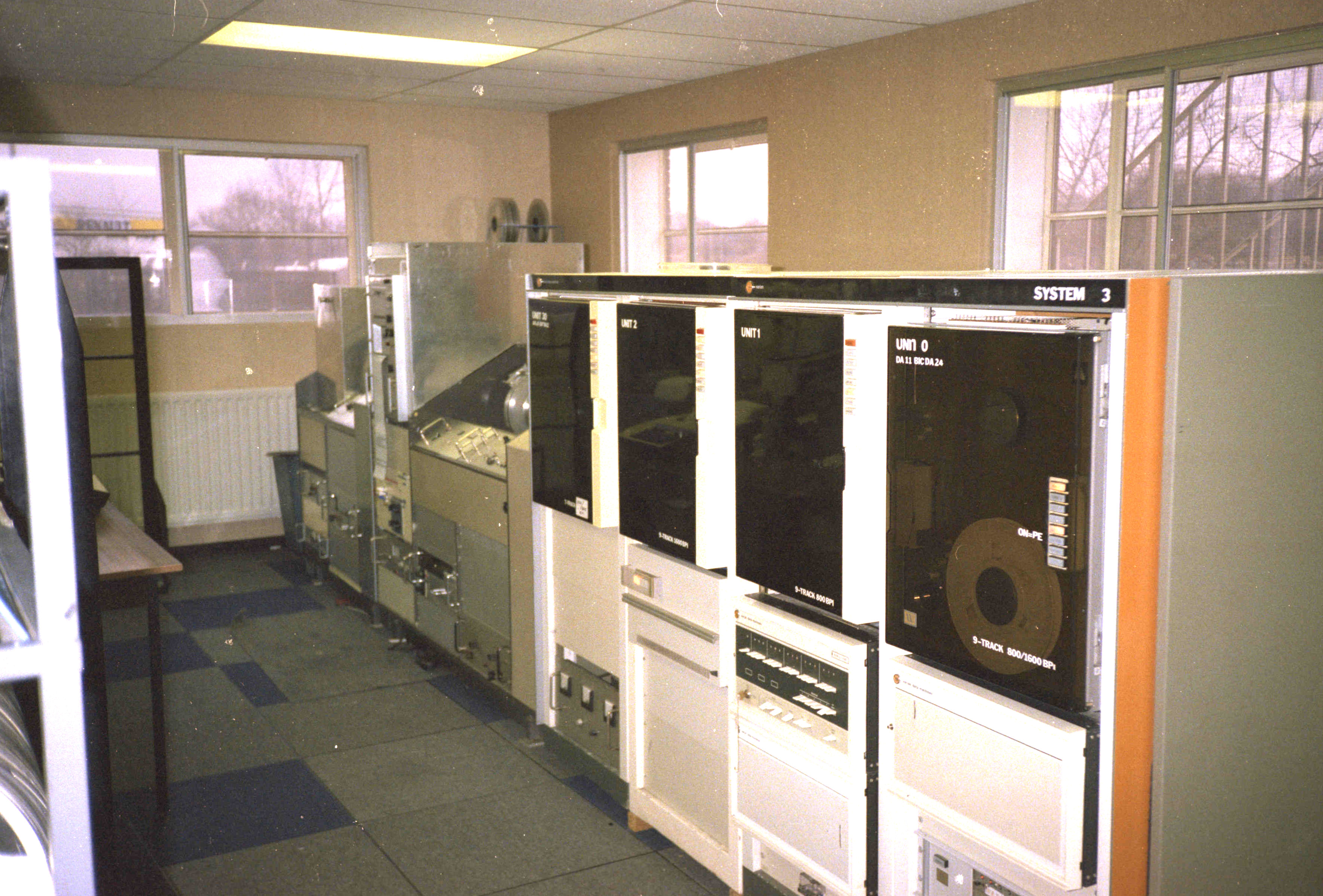
1984년 아날로그 테이프 재생 시스템에 연결된 바리안 데이터 머신 시스템

초기 미니컴퓨터는 다양한 워드 크기를 가졌는데, DEC의 12비트 및 18비트 시스템이 대표적인 예시였다. 7비트 ASCII 문자 세트의 도입과 표준화는 16비트 시스템으로의 전환을 이끌었으며, 1969년 말의 데이터 제너럴 노바는 이 분야에서 주목할 만한 진입이었다. 1970년대 초까지 대부분의 미니컴퓨터는 DEC의 PDP-11을 포함하여 16비트였다. 한동안 "미니컴퓨터"는 "16비트"와 거의 동의어였는데, 더 큰 메인프레임 기계는 거의 항상 32비트 이상의 워드 크기를 사용했기 때문이다.
1970년 설문조사에서 뉴욕 타임스는 미니컴퓨터에 대한 합의된 정의를 제시했는데, 비용이 US$25,000 (2022년 기준 $167,000에 해당) 미만이고, 전신타자기와 같은 입출력 장치와 최소 4천 워드의 메모리를 가지며, 포트란이나 베이직과 같은 고급 프로그래밍 언어로 프로그램을 실행할 수 있는 기계라고 했다. 일반적인 고객은 대기업의 부서였으며, 재무 부서의 메인프레임은 다른 부서를 지원하기에는 너무 바빴다.(p. 12)

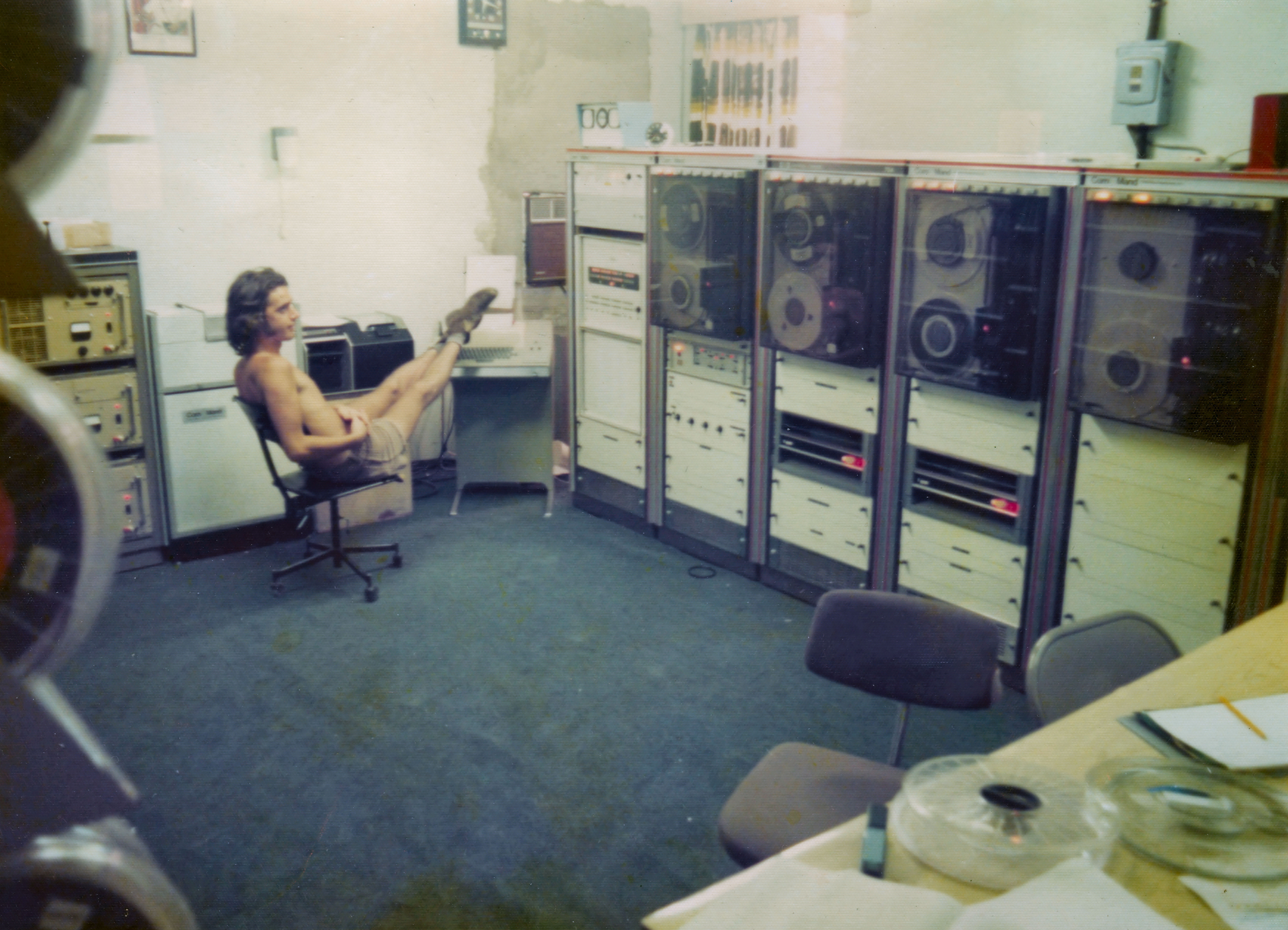
1974년 모가디슈의 Raytheon RDS 704 현장 지진 처리 시스템

집적 회로 설계가 개선되면서, 특히 7400 시리즈 집적 회로의 도입으로 미니컴퓨터는 더 작고 제조하기 쉬워졌으며, 그 결과 가격도 저렴해졌다. 이들은 제조 공정 제어, 전화 교환 및 실험실 장비 제어에 사용되었다. 1970년대에 이들은 컴퓨터 지원 설계(CAD) 산업 및 소형 전용 시스템이 필요한 기타 유사 산업을 시작하는 데 사용된 하드웨어였다.
1970년대 초 전 세계적인 석유 및 가스 지진 탐사 붐은 데이터 수집 팀과 가까운 전용 처리 센터에서 미니컴퓨터가 널리 사용되는 계기가 되었다. 레이시온 데이터 시스템즈(Raytheon Data Systems)의 RDS 704와 이후 RDS 500은 거의 모든 지구 물리 탐사 및 석유 회사에서 주로 선택하는 시스템이었다.
1975년 MITS Altair 8800 출시 당시 라디오 일렉트로닉스 잡지는 이 시스템을 "미니컴퓨터"라고 불렀지만, 단일 칩 마이크로프로세서 기반 개인용 컴퓨터에는 곧 마이크로컴퓨터라는 용어가 일반화되었다. 당시 마이크로컴퓨터는 8비트 단일 사용자용으로 CP/M 또는 MS-DOS와 같은 간단한 프로그램 실행 운영 체제를 실행하는 비교적 단순한 기계였던 반면, 미니컴퓨터는 VMS 및 유닉스와 같은 완전한 다중 사용자, 다중작업 운영 체제를 실행하는 훨씬 더 강력한 시스템이었다.
탠덤 컴퓨터즈의 NonStop 제품군은 1976년에 최초의 완전한 장애 허용 클러스터 컴퓨터를 출시했다.
거의 동시에, 미니컴퓨터는 크기가 커지기 시작했다. 여러 24비트 및 32비트 미니컴퓨터가 더 일찍 시장에 진출했지만, 1977년 DEC의 VAX는 슈퍼미니컴퓨터 또는 슈퍼미니라고 불렸으며, 미니컴퓨터 시장 전체를 32비트 아키텍처로 옮겨가게 만들었다. 이는 1970년대 후반에 TMS 9900 및 자일로그 Z8000과 같은 단일 칩 16비트 마이크로프로세서가 등장했음에도 불구하고 충분한 여유를 제공했다. 대부분의 미니컴퓨터 공급업체는 자체 아키텍처를 기반으로 한 자체 단일 칩 프로세서를 도입하고 주로 저가형 제품에 사용하면서 32비트 시스템에 집중했다. 예를 들어 Intersil 6100 단일 칩 PDP-8, DEC T-11 PDP-11, 마이크로노바 및 Fairchild 9440 노바, TMS9900 TI-990 등이 있다.

### 1980년대 중반과 1990년대의 쇠퇴
미니컴퓨터 회사는 역사적으로 마케팅 및 광고 대신 컴퓨터의 가격과 속도로 경쟁했다. 1980년대 초반에는 새로운 32비트 마이크로프로세서의 성능이 향상되면서 16비트 미니컴퓨터 시장은 거의 사라졌다. 그보다 더 높은 성능을 요구하는 고객들은 이 시점까지 이미 32비트 시스템으로 전환한 경우가 많았다. 그러나 이 시장 또한 위협을 받기 시작한 것은 오래지 않았다. 모토로라 68000은 데스크톱 플랫폼에서 일반적인 미니컴퓨터 성능의 상당 부분을 제공했다. 내셔널 세미컨덕터 NS32016, 모토로라 68020, 인텔 80386과 같은 진정한 32비트 프로세서가 곧이어 등장했다. 1980년대 중반까지 고성능 마이크로컴퓨터는 저가형 및 중간급 미니컴퓨터와 동등한 CPU 성능을 제공했으며, 새로운 RISC 접근 방식은 가장 빠른 미니컴퓨터는 물론 고성능 메인프레임을 훨씬 능가하는 성능 수준을 약속했다.
마이크로컴퓨터와 미니컴퓨터 시장을 실제로 구분했던 것은 스토리지와 메모리 용량뿐이었다. 이 두 가지는 1980년대 후반부터 해결되기 시작했다. 1MB RAM은 1987년경에 일반적이 되었고, 데스크톱 하드 드라이브는 1990년까지 100MB를 넘어섰으며, 저렴하고 쉽게 배포 가능한 근거리 통신망(LAN) 시스템의 도입은 다중 사용자 시스템을 찾는 사람들에게 해결책을 제공했다. 워크스테이션의 도입은 터미널 지향 미니컴퓨터가 처리할 수 없었던 컴퓨터 그래픽스 기반 시스템을 위한 새로운 시장을 열었다. 미니컴퓨터는 기존 소프트웨어 제품을 사용하거나 고성능 다중 작업을 요구하는 사람들에게 여전히 중요한 역할을 했지만, 유닉스를 기반으로 한 새로운 운영체제의 도입은 이러한 역할에 대한 매우 실용적인 대체재를 제공하기 시작했다. 계산과학 분야에서는 상용 PC 클러스터가 미니컴퓨터를 크게 대체했다.
이 시기 동안 미니 공급업체들은 빠르게 사라지기 시작했다. 데이터 제너럴은 변화하는 시장에 대응하여 고성능 파일 서버 시장에 전적으로 집중하여, 대규모 LAN 내에서 복원력 있는 역할을 맡았다. 이것은 오래가지 못했다. 노벨 넷웨어는 그러한 솔루션을 빠르게 틈새 시장으로 밀어냈고, 이후 버전의 마이크로소프트 윈도우도 노벨에게 같은 일을 했다. DEC은 대신 대형 컴퓨터 시장으로 진출하기로 결정하고 1989년에 VAX 9000 메인프레임을 출시했지만, 시장에서 실패하여 거의 판매되지 않고 사라졌다. 이 회사는 그 후 DEC 알파를 사용하여 워크스테이션 및 서버 시장에 진입하려고 시도했지만 회사를 살리기에는 너무 늦었고, 결국 1998년에 그 잔여물을 컴팩에 매각했다. 10년이 끝나갈 무렵에는 모든 고전적인 공급업체가 사라졌다. 데이터 제너럴, 프라임, 컴퓨터비전, 하니웰, 왕은 실패하거나 합병되거나 인수되었다.
오늘날에는 몇몇 독점 미니컴퓨터 아키텍처만 남아 있다. 많은 고급 개념을 도입했던 IBM System/38 운영 체제는 IBM의 AS/400과 함께 살아남았다. IBM은 원래 IBM System/34와 System/36용으로 작성된 프로그램을 AS/400으로 옮길 수 있도록 많은 노력을 기울였다. 여러 번 브랜드가 변경된 후, AS/400 플랫폼은 IBM Power Systems에서 IBM i를 실행하는 것으로 대체되었다. 대조적으로, 1980년대 초의 DEC의 VAX, Wang VS, Hewlett-Packard의 HP 3000과 같은 경쟁적인 독점 컴퓨팅 아키텍처는 호환 가능한 업그레이드 경로 없이 오래전에 단종되었다. OpenVMS는 HP Alpha 및 Intel IA-64 (Itanium) CPU 아키텍처로 포팅되었고, 이제 X86-64 프로세서에서 실행된다.
신뢰성 있는 대규모 컴퓨팅을 전문으로 하던 탠덤 컴퓨터즈는 1997년 컴팩에 인수되었고, 2001년에는 이 합병된 법인이 휴렛 팩커드와 합병되었다. NonStop Kernel 기반 NonStop 제품군은 MIPS 프로세서에서 Itanium 기반 프로세서인 'HP Integrity NonStop Servers'로 재포팅되었다. 스택 머신에서 MIPS 마이크로프로세서로의 이전과 마찬가지로, 모든 고객 소프트웨어는 소스 변경 없이 그대로 유지되었다. 현재 NonStop OS라고 불리는 NSK 운영 체제는 NonStop 서버의 기본 소프트웨어 환경으로 계속 사용되며, 자바 지원 및 Visual Studio 및 Eclipse와 같은 인기 있는 개발 도구와의 통합을 포함하도록 확장되었다. 이후 휴렛팩커드는 HP와 휴렛팩커드 엔터프라이즈로 분할되었다. NonStop 제품과 DEC 제품은 HPE에서 판매하게 되었다.

### 산업적 영향 및 유산
데이터베이스 소프트웨어는 특수 소프트웨어와 경우에 따라 컴퓨터 지원 설계, 컴퓨터 지원 제조, 공정 제어, 생산 자원 계획 등과 같은 특수 문제를 해결하는 맞춤형 주변 장치를 사용하여 미니컴퓨터를 중심으로 턴키 시스템을 구축한 다양한 회사들이 등장한 분야의 예시이다. 대부분의 미니컴퓨터는 이러한 원천 장비 제조업체 및 부가가치 리셀러를 통해 판매되었다.
DEC, 데이터 제너럴, 휴렛 팩커드(HP)(현재 HP 3000 미니컴퓨터를 "미니컴퓨터" 대신 "서버"라고 부름)와 같은 여러 선구적인 컴퓨터 회사들이 처음으로 미니컴퓨터를 만들었다. 그리고 오늘날의 PC와 서버는 물리적으로는 명백히 마이크로컴퓨터이지만, 아키텍처적으로 CPU와 운영 체제는 미니컴퓨터의 기능을 통합하여 크게 발전했다.
소프트웨어 맥락에서 초기 마이크로컴퓨터의 비교적 단순한 운영 체제는 일반적으로 미니컴퓨터 운영 체제에서 영감을 받았다(예: CP/M과 Digital의 단일 사용자 OS/8 및 RT-11 및 다중 사용자 RSTS 시분할 시스템의 유사성). 또한 오늘날의 다중 사용자 운영 체제는 종종 미니컴퓨터 운영 체제에서 영감을 받거나 직접적으로 파생된 것이다. 유닉스는 원래 미니컴퓨터 운영 체제였고, 모든 현재 버전의 마이크로소프트 윈도우의 기반인 Windows NT 커널은 VMS에서 디자인 아이디어를 자유롭게 빌렸다. 1세대 PC 프로그래머 중 다수는 미니컴퓨터 시스템에서 교육을 받았다.

## 예시
- AT&T 3B 시리즈 컴퓨터
- Basic/Four
- Bendix G-15, 때때로 초기 미니로 간주되는 진공관 컴퓨터
- CII 미트라 15
- 컨트롤 데이터의 CDC 160A 및 CDC 1700
- CTL 모듈러 원, 영국에서 제작
- DEC PDP 및 VAX 시리즈
- 데이터 제너럴 노바 및 이클립스 시리즈
- GEC 4000 시리즈
- 휴렛 팩커드 HP 3000 시리즈 및 HP 2100 시리즈
- 하니웰-Bull DPS 6/DPS 6000 시리즈
- K-202, 최초의 폴란드 미니컴퓨터
- IBM 미드레인지 컴퓨터
- 올리베티 L1 시리즈
- 인터데이터 7/32 및 8/32
- Norsk Data Nord-1, Nord-10, 및 Nord-100
- 프라임 컴퓨터 제품, 200, 300, 400, 50 시리즈 포함
- 피라미드 테크놀로지 제품
- Ridge Computers Ridge 32 및 Ridge 3200 시리즈
- Tandem Computers NonStop 제품군, 장애 허용에 중점
- 텍사스 인스트루먼트 TI-990
- 왕 VS 시리즈

## 같이 보기
- 슈퍼미니컴퓨터